# ヨハン・ヤーコプ・ボードマー

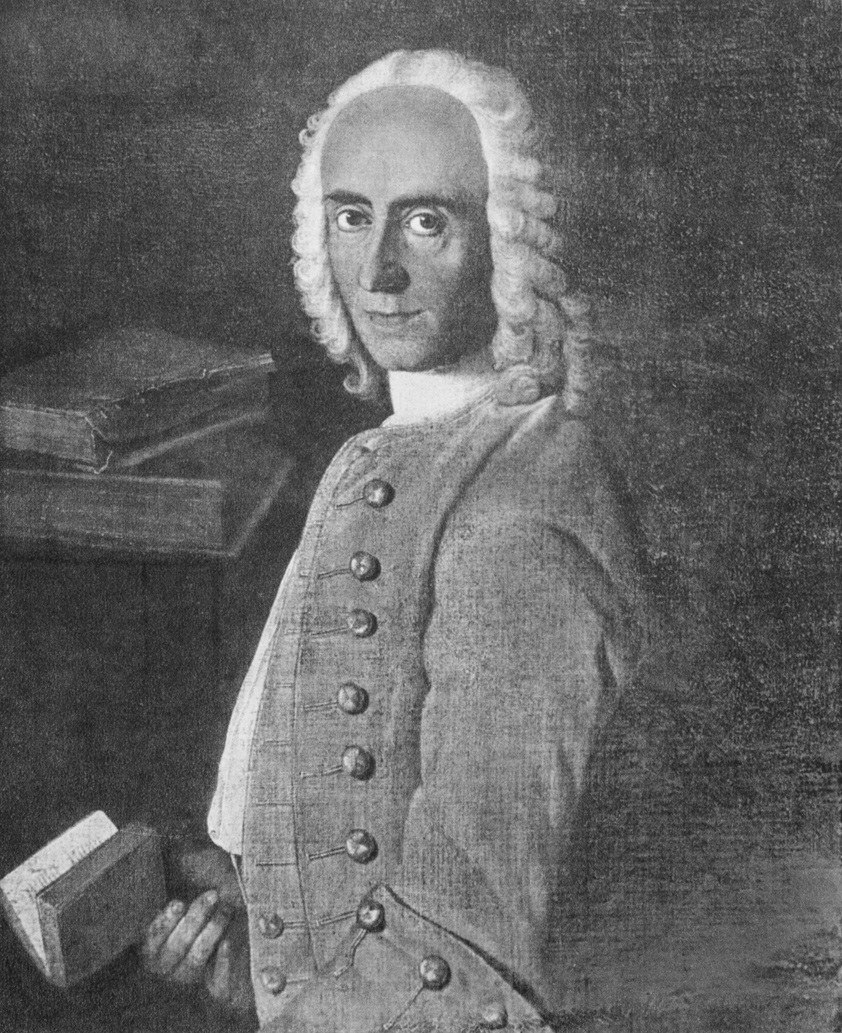
若い頃のヨハン・ヤーコプ・ボードマー

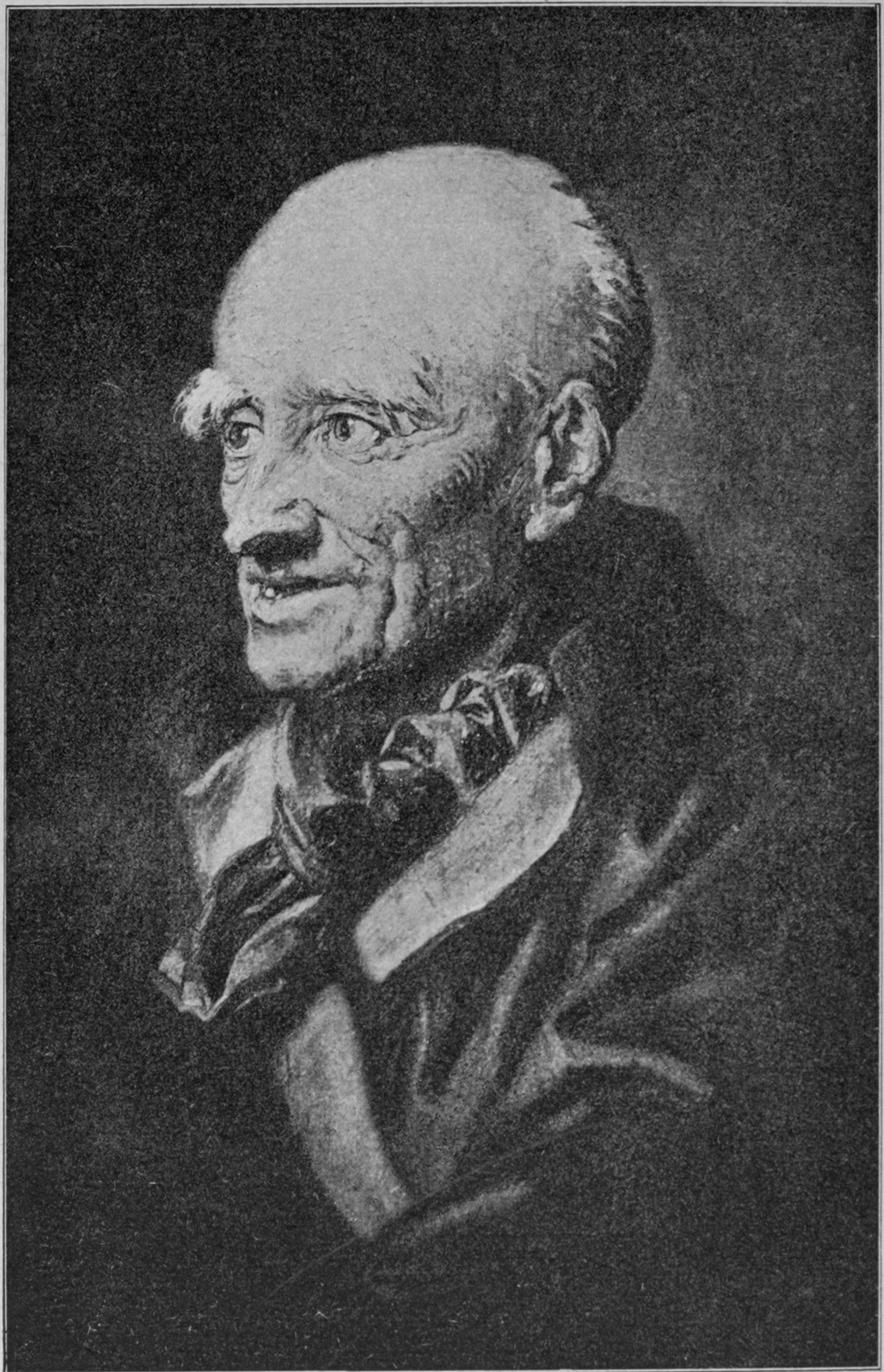
晩年のヨハン・ヤーコプ・ボードマー

ヨハン・ヤーコプ・ボードマー (Johann Jakob Bodmer、1698年7月19日−1783年1月2日)は、スイスの文献学者である。

## 生涯
大学で神学を学び、商人の修業を経た後、スイスの歴史と政治の教授としてチューリヒのギムナジウムに勤める。彼の活動で重要なのものは、中高ドイツ語文学の再発見と、ホメロスおよびジョン・ミルトンの翻訳である。他方、彼が、ホーエンエムス城の図書館でニーベルンゲンの歌の写本Cを実際に発見したヤーコプ・ヘルマン・オーベライトから、その栄誉を奪ったことも知られる。
ボードマーがドイツ語文学の歴史にはたした決定的な貢献は、彼が友人のヨーハン・ヤーコプ・ブライティンガーとともに、ドイツ語文学の「文壇の法王」だったヨハン・クリストフ・ゴットシェートに対して行った論争である。ボードマーは1740年の著書『ポエジーにおける不思議なものに関する批判的論考』で自分の文学理論の原則を表明している。彼は、ゴットシェートが推奨するフランスの手本に対し、ミルトンのイギリス感覚主義を好意的に扱い、そして古典崇拝に対して、中世を高く評価した。これによって彼はロマン主義に決定的な影響を与えることになった。ボードマー、ブライティンガー、ゴットシェートの間で繰り広げられた論争は、ある意味、フランスでの「新旧論争」のドイツ語版であった。

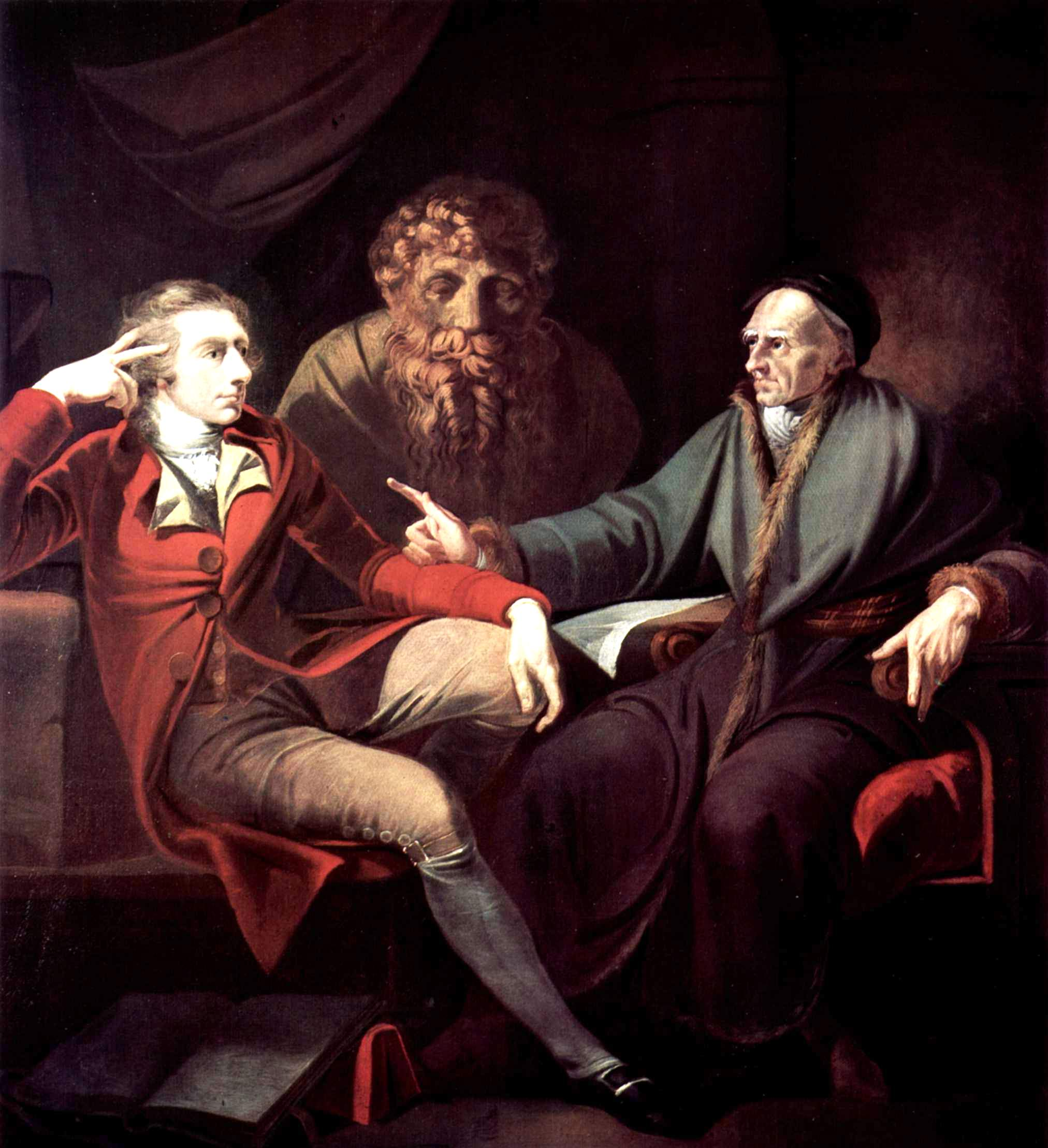
ヨハン・ハインリヒ・フュースリー: 『ヨハン・ヤコブ・ボードマーと語るヨハン・ハインリヒ・フュースリー』

ボードマーは、チューリヒの文学活動を特徴付けることになった彼の影響とならんで、この街の図書館の歴史にとって重要な人物でもあった。1722年に彼は街の図書館協会に加入し、1758年にその副会長となった。ボードマーの提案によって協会は施設の名称を市立図書館と改めた。さらにボードマーは市立図書館に多額の資産と個人蔵書の主要なものを遺贈し、それは彼の死後の図書館の蔵書となった。チューリヒの生んだ重要な人物にして図書館の後援者へのオマージュとして、現在でもチューリヒ中央図書館の入り口の上、コンラート・ゲスナーの右側に、ボードマーの立像が並んでいる。
チューリヒのエンゲ地区のボードマー通りはヨハン・ヤーコプ・ボードマーにちなんで名付けられた。

## 主要な作品

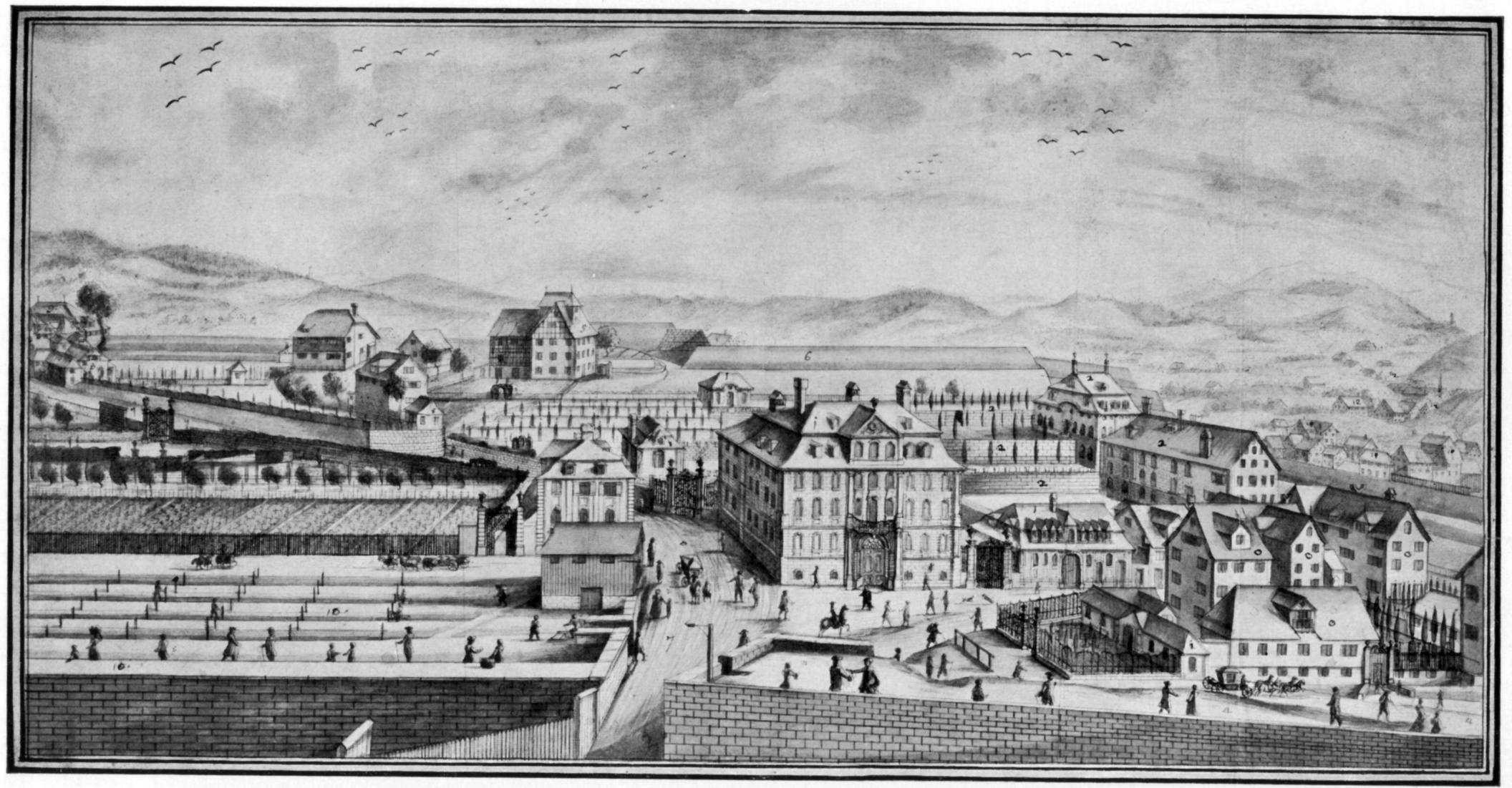
チューリヒのボードマーの家（左側奥）1772年頃

- Karl von Burgund. Ein Trauerspiel (nach Aeschylus)
- Vier kritische Gedichte
- Die Discourse der Mahlern, 1721–1723
- Brief-Wechsel von der Natur des poetischen Geschmackes, 1736.
- Critische Abhandlung von dem Wunderbaren in der Poesie, 1740
- Kritische Betrachtungen über die poetischen Gemälde der Dichter, 1741
- Übersetzung: Johann Miltons Episches Gedichte von dem verlohrnen Paradiese, 1742
- Critische Briefe, 1746
- Proben der alten schwäbischen Poesie des dreyzehnten Jahrhunderts. Aus der Manessischen Sammlung, 1748
- Fabeln aus den Zeiten der Minnesinger, 1757